# Зеркало Тархона

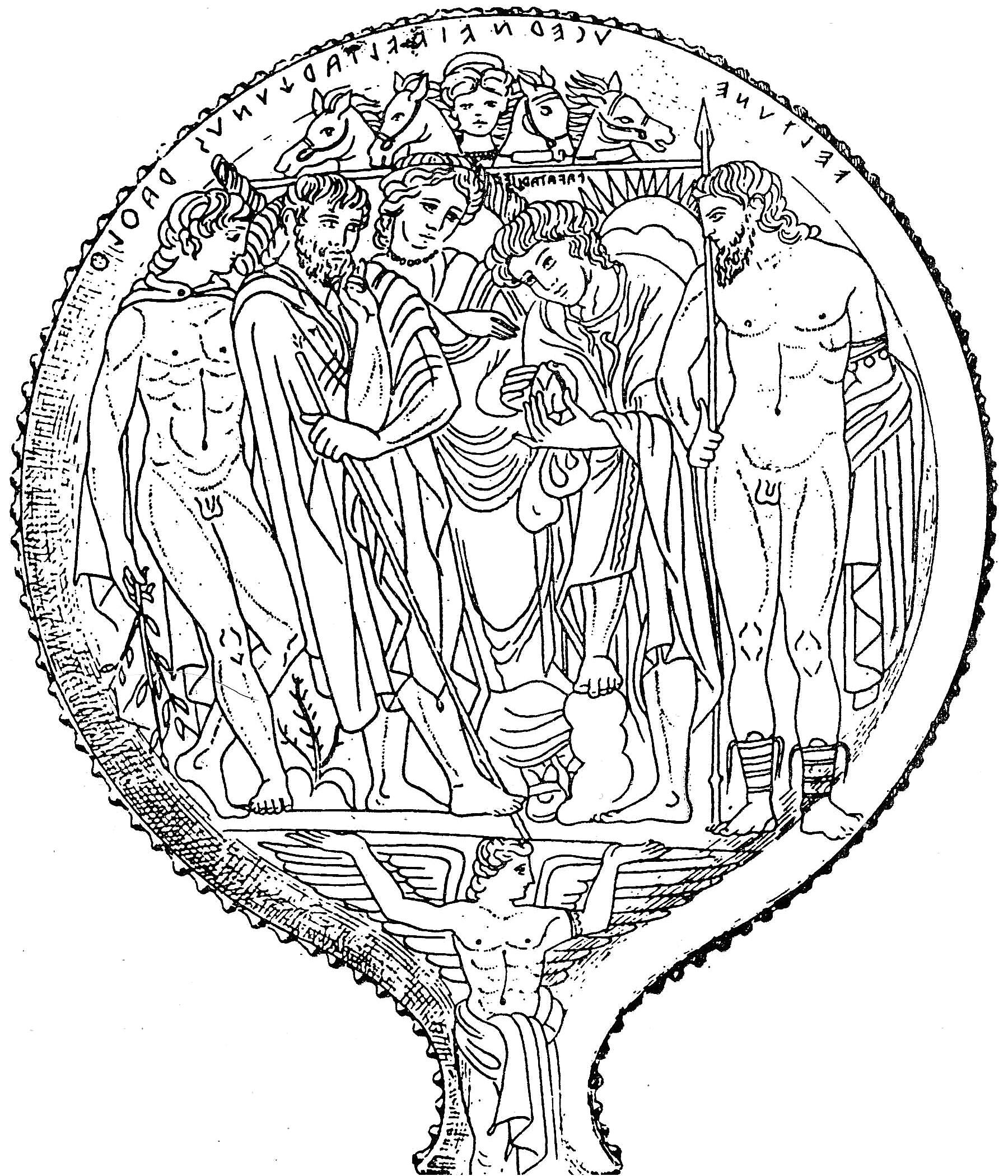
Зеркало Тархона из Тускании, датируемое IV веком до н. э. (прорисовка)

Зеркало из Тускании, или зеркало Тархона (CIE 10411, NRIE 759, ET AT S.11) — этрусский артефакт IV века до нашей эры, который сейчас находится в Национальном археологическом музее Флоренции. Зеркало было найдено в Тускании, во внутренних районах Тарквинии (этр. Tarχna); на нём изображён этрусский жрец (гаруспик), занимающийся гепатомантией. Зеркало связано с Тархоном, легендарным основателем Тарквинии.

## Описание
Молодой жрец, проводящий осмотр печени, одет в тогу, которая ниспадает на его вытянутую руку. На его голову надет конический головной убор жреца. Левая нога приподнята и стоит на валуне. Его взгляд прикован к печени, которую он держит в левой руке, а правой ощупывает. Позади него виден солнечный диск с зубцами, частично скрытый облаком.
Рядом с молодым жрецом стоит второй жрец, которого также можно узнать по головному убору, свисающему назад. Он носит бороду и, по-видимому, старше своего коллеги. В левой руке он держит длинный посох (литуус) в качестве ещё одного атрибута жреца, правая рука поднята к подбородку. Как и у остальных наблюдателей, его взгляд прикован к печени. Между двумя жрецами чуть позади видна женщина. Она указывает правой рукой на печень.
На левом краю изображения рядом со старшим жрецом стоит молодой человек с волосами до затылка. На нём нет одежды, за исключением плаща, скреплённого на шее фибулой. В опущенной руке он держит лавровую ветвь. Между ними видна небольшая скала с кустарником. На правом краю картины также изображён почти раздетый мужчина, но бородатый и с копьём в правой руке. На левую руку он намотал плащ.
Вся сцена изображения ограничена горизонтальными линиями сверху и снизу. Образовавшиеся в результате сегменты окружности также заполнены изображениями. На верхнем поле видны четыре лошадиные головы и женское лицо анфас. На нижней панели изображено крылатое существо мужского пола с обнажённым торсом, руки которого поддерживают нижнюю панель изображения.

## Надписи
В верхней части изображения этрусские буквы нанесены в перевёрнутом виде, справа налево, в соответствии с этрусской письменной традицией. Надписи обозначают изображённых людей. Надпись читается следующим образом:
veltune ucernei ạvl tarχunus raθlθ
Таким образом, с правого края изображён этр. Veltune (лат. Voltumna, Вольтумна), верховный бог этрусков и покровитель святилища Fanum Voltumnae. Имя Ucernei, которое более нигде не засвидетельствовано, относится к женщине в центре. Бородатый священник — Avle (лат. Aulus, Авл), сын Tarchun (лат. Tarchon, Тархон), легендарного основателя Тарквинии. Маловероятно, что изображённым человеком является сам Тархон, поскольку Авл — имя, а имя Тархона находится в родительном падеже. Отсюда и толкование «Авл, (сын) Тархона». Крайний человек слева — Raθ, Аполлон-подросток, которому поклонялись в святилище Пирги. Над молодым священником значится:
pava tarχies
Pava, вероятно, соответствует римскому Вакху и является синонимом божества Фуфлунса в этрусском языке. Впрочем, pava также может означать мальчика. Tarχies до сих пор не засвидетельствован ни в одной другой надписи. Иногда предполагается связь между Tarχies и Тагесом, этрусским богом мудрости, который, как считается, обучил Тархона искусству гадания. Против этого говорит тот факт, что Тагес описывается Цицероном как существо с внешностью ребёнка, а на зеркале изображён мужчина. К тому же, среди присутствующих не сам Тархон, а его сын Авл.

## Толкование
По-видимому, изображённое исследование печени происходит ранним утром на рассвете. Об этом говорят восходящее солнце на заднем плане и квадрига Тесан, богини рассвета, в верхнем поле. Крылатый демон в нижнем поле может представлять заканчивающуюся ночь или подземный мир. Также возможно, что поддерживающая поза крылатого существа призвана подчеркнуть мифический характер сцены. Осмотр печени, по-видимому, проводится под открытым небом, на это указывают изображённые растения и валуны. Героическая нагота двух людей по краям символизирует их божественность. Рат олицетворяет священное место, где проводится ритуал.
В роще Аполлона в присутствии богов Рата и Велтуна разыгрывается мифическое исследование печени. Два жреца, Авл, сын Тархона, и Пава Тархиес, являются для этрусков, по-видимому, историческими персонажами важного события, восходящего к древним временам, и изображаются здесь как мифические фигуры. В именах Тархон и Тархиес присутствует корень tarχ, общий с названием Тарквинии. Таким образом, сцена могла изображать неизвестный вариант мифа об основании Тарквинии или другое событие, имеющее большое значение для города. Осмотр печени как важнейшее культовое действо для общения с богами занимает центральное место в зеркале Тархона.
Иногда высказываются предположения, что сцена показывает Тагеса, который обучает Тархона и его жену Танаквиль искусству гепатомантии. Тагес считается сыном или внуком Юпитера, которому соответствует присутствующий на зеркале бог Вольтумна. В таком контексте pava можно перевести как «ребёнок», а Tarχies — Тагес.
Укерней не обязательно является именем какой-либо мифологической фигуры, это может быть имя женщины, которой принадлежало зеркало. Обычно этрусские женщины получали такие бронзовые зеркала в подарок на свадьбу. После смерти они обычно уносили эти зеркала с собой в могилу. Возможно, на зеркале изображено, как по случаю свадьбы гаруспик, изображённый в мифологическом контексте, изучает печень и рассказывает невесте, какие знамения относятся к её браку.